# Anthology 1
Anthology 1 là album tuyển tập của The Beatles, được phát hành bởi Apple Records vào tháng 11 năm 1995. Đây là album đầu tiên trong tuyển tập bộ 3 Anthology, cùng với sau đó là Anthology 2 và Anthology 3, được gọi với tên chung là The Beatles Anthology. Album cũng bao gồm cả ca khúc "Free as a Bird" – bản thu đầu tiên của The Beatles sau 25 năm kể từ tan rã. Album cũng đứng đầu tại Billboard 200, đạt chứng chỉ 8x Bạch kim theo RIAA. Anthology 1 được tải theo định dạng kỹ thuật số từ iTunes Store kể từ ngày 14 tháng 6 năm 2011.

## Đánh giá
| Đánh giá chuyên môn | Đánh giá chuyên môn |
| Nguồn đánh giá      | Nguồn đánh giá      |
| Nguồn               | Đánh giá            |
| ------------------- | ------------------- |
| Allmusic            | [ 1 ]               |

## Danh sách ca khúc
Tất cả các ca khúc đều được sáng tác bởi Lennon-McCartney, các sáng tác khác được chú thích bên.
Đĩa 1
1. "Free as a Bird" (Lennon, McCartney, Harrison, Starkey)[gc 1] – 4:25
2. "We were four guys... that's all" (Lennon nói với Jann Wenner) – 0:12
3. "That'll Be the Day" [Mono] (Allison, Holly, Petty) – 2:08
4. "In Spite of All the Danger" [Mono] (McCartney, Harrison)[gc 2] – 2:45
5. "Sometimes I'd borrow... those still exist" (McCartney nói với Mark Lewisohn) – 0:18
6. "Hallelujah, I Love Her So" [Mono] (Charles) – 1:13
7. "You'll Be Mine" [Mono] – 1:39
8. "Cayenne" [Mono] (McCartney)[gc 3] – 1:14
9. "First of all... it didn't do a thing here" (McCartney nói với Malcom Threadgill) – 0:07
10. "My Bonnie" (hòa âm bởi Tony Sheridan) – 2:42
11. "Ain't She Sweet" (Ager, Yellen) – 2:13
12. "Cry for a Shadow" (Lennon, Harrison)[gc 4] – 2:22
13. "Brian was a beautiful guy... he presented us well" (Lennon nói với David Wigg) – 0:10
14. "I secured them... a Beatle drink even then" (Brian Epstein trong A Cellarful of Noise) – 0:18
15. "Searchin'" [Mono] (Leiber, Stoller) – 3:00
16. "Three Cool Cats" [Mono] (Leiber, Stoller) – 2:25
17. "The Sheik of Araby" [Mono] (Smith, Wheeler, Snyder) – 1:43
18. "Like Dreamers Do" [Mono] – 2:36
19. "Hello Little Girl" [Mono][gc 5] – 1:40
20. "Well, the recording test... by my artists" (Epstein trong A Cellarful of Noise) – 0:32
21. "Bésame Mucho" [Mono] (Velázquez, Skylar) – 2:37
22. "Love Me Do" [Mono][gc 6] – 2:32
23. "How Do You Do It" [Mono][gc 7] (Murray) – 1:57
24. "Please Please Me" [Mono][gc 8] – 1:59
25. "One After 909" (nháp) [Mono] – 2:23
26. "One After 909" (hoàn chỉnh) [Mono][gc 9] – 2:56
27. "Lend Me Your Comb" [Mono] (Twomey, Wise, Weisman)[gc 10] – 1:50
28. "I'll Get You" [Mono][gc 11] – 2:08
29. "We were performers... in Britain" (Lennon nói với Jann Wenner) – 0:12
30. "I Saw Her Standing There" [Mono] – 2:49
31. "From Me to You" [Mono] – 2:05
32. "Money (That's What I Want)" [Mono] (Gordy, Bradford) – 2:52
33. "You Really Got a Hold on Me" [Mono] (Robinson) – 2:58
34. "Roll Over Beethoven" [Mono] (Berry)[gc 12] – 2:22

Đĩa 2
1. "She Loves You" [Mono] – 2:50
2. "Till There Was You" [Mono] (Willson) – 2:54
3. "Twist and Shout" [Mono] (Russell, Medley)[gc 13] – 3:05
4. "This Boy" [Mono] – 2:22
5. "I Want to Hold Your Hand" [Mono] – 2:37
6. "Boys, what I was thinking..." (Eric Morecambe và Ernie Wise nói với The Beatles) – 2:06
7. "Moonlight Bay" [Mono] (Madden, Wenrich)[gc 14] – 0:50
8. "Can't Buy Me Love" (Bản thu số 1 & 2)[gc 15] – 2:10
9. "All My Loving" [Mono][gc 16] – 2:19
10. "You Can't Do That" (Bản thu số 6) – 2:42
11. "And I Love Her" (Bản thu số 2)[gc 17] – 1:52
12. "A Hard Day's Night"[gc 18] (Bản thu số 1) – 2:44
13. "I Wanna Be Your Man" – 1:48
14. "Long Tall Sally" (Johnson, Penniman, Blackwell) – 1:45
15. "Boys" (Dixon, Farrell) – 1:50
16. "Shout" (Isley-Isley-Isley)[gc 19] – 1:31
17. "I'll Be Back" (Bản thu số 2) – 1:13
18. "I'll Be Back" (Bản thu số 3)[gc 20] – 1:58
19. "You Know What to Do" (Demo) (Harrison) – 1:59
20. "No Reply" (Demo)[gc 21] – 1:46
21. "Mr. Moonlight" (Bản thu số 1 & 4) (Johnson) – 2:47
22. "Leave My Kitten Alone" (Bản thu số 5) (John, Turner, McDougal)[gc 22] – 2:57
23. "No Reply" (Bản thu số 2)[gc 23] – 2:29
24. "Eight Days a Week" (nháp) – 1:25
25. "Eight Days a Week" (hoàn chỉnh)[gc 24] – 2:48
26. "Kansas City/Hey-Hey-Hey-Hey!" (Bản thu số 2) (Leiber, Stoller/Penniman)[gc 25] – 2:44

## Xếp hạng và chứng chỉ
| Bảng xếp hạng (1995)                    | Vị trí cao nhất |
| --------------------------------------- | --------------- |
| Australia (ARIA)                        | 1               |
| Austria (Ö3 Austria Top 40)             | 4               |
| Belgium (Ultratop Flanders)             | 2               |
| Belgium (Ultratop Wallonia)             | 2               |
| Canada (RPM)                            | 1               |
| Finland (Finland's Official List)       | 2               |
| France (SNEP)                           | 1               |
| Germany (Media Control AG)              | 1               |
| Hungary (MAHASZ)                        | 20              |
| Netherlands (MegaCharts)                | 1               |
| New Zealand (RIANZ)                     | 1               |
| Norway (VG-lista)                       | 5               |
| Sweden (Sverigetopplistan)              | 2               |
| Swiss (Media Control AG)                | 2               |
| UK Albums (The Official Charts Company) | 2               |
| US Billboard 200                        | 1               |

| Quốc gia                                                                           | Chứng nhận  | Số đơn vị/doanh số chứng nhận |
| ---------------------------------------------------------------------------------- | ----------- | ----------------------------- |
| Argentina (CAPIF)                                                                  | Vàng        | 30.000^                       |
| Áo (IFPI Áo)                                                                       | Vàng        | 25.000*                       |
| Canada (Music Canada)                                                              | 9× Bạch kim | 900.000^                      |
| Đức (BVMI)                                                                         | Vàng        | 250.000^                      |
| Na Uy (IFPI)                                                                       | Vàng        | 25.000*                       |
| Thụy Điển (GLF)                                                                    | Vàng        | 50.000^                       |
| Thụy Sĩ (IFPI)                                                                     | Bạch kim    | 50.000^                       |
| Anh Quốc (BPI)                                                                     | 2× Bạch kim | 600.000^                      |
| Hoa Kỳ (RIAA)                                                                      | 8× Bạch kim | 4.000.000^                    |
| Tổng hợp                                                                           |             |                               |
| Châu Âu (IFPI)                                                                     | 2× Bạch kim | 2.000.000*                    |
| * Chứng nhận dựa theo doanh số tiêu thụ. ^ Chứng nhận dựa theo doanh số nhập hàng. |             |                               |